# アブドゥル・ハミード・ザカリヤ
アブドゥル・ハミード・ザカリヤ（ディベヒ語: ޢަބްދުލްޙަމީދު ޒަކަރިއްޔާ、英語: Abdul Hameed Zakariyya）は、モルディブの官僚、教育者、初代駐日大使。母国語のディベヒ語に加えて英語に堪能で、ウルドゥー語も解する。

## 経歴
1980年から1984年にかけてベイルート・アメリカン大学（AUB）で修学し、行政学学士を取得。
1989年から1990年にかけて、ジュネーヴの国際開発研究大学院（IHEID）で外交学を修めた。
1998年から1999年にかけて、ハーグの化学兵器禁止機関（OPCW）政務官。
2005年から2008年にかけて観光・民間航空省（後年に観光省と運輸・民間航空省に改編）で奉職し、観光・民間航空大臣の補佐や第3次観光マスタープランの策定、省職員研修プログラムなどに従事。
2008年から2009年にかけて、東京で駐日大使を務める。ザカリヤはモルディブの初代駐日大使で、2008年3月10日に皇居で信任状を捧呈した。
2010年から2011年にかけてノッティンガム大学で修学し、経営学修士を取得。
2014年から2018年にかけて、国民議会（マジュリス）事務局次長補として奉職する傍ら、マレ市内のモルディブ国立大学（MNU）およびMAPS大学で非常勤講師を務めた。
2017年7月より、クアラルンプールのアジア太平洋工科大学（APU）産業諮問委員会委員。
2020年1月より、マレ市内の高等教育機関ファルコン・インスティテュート (The Falcon Institute) 理事長。

## 日本との関係
初代駐日大使として、2008年3月10日に皇居で信任状を捧呈。大使就任まもない3月28日、アハメド・アディル駐日大使館一等書記官と共に一般社団法人日本旅行業協会（JATA）本部を訪問し、新町光示会長らと日本人観光客によるモルディブ観光の振興について会談した。
ザカリヤの息子は福岡県築上郡築上町の町職員宅にホームステイしたことがあり、それが縁で同職員一家と個人的に交流を続けているだけでなく、2008年7月22日にはザカリヤが駐日大使として家族で同職員一家を訪問し、翌23日に新川久三町長を表敬訪問した。